# Rocheure
La Rocheure ou torrent de la Rocheure est un torrent situé en France, dans le massif de la Vanoise, sur la commune de Val-Cenis, dans le département de la Savoie.

## Géographie
La Rocheure prend sa source au lac de la Rocheure à 2 903 mètres d'altitude, sur l'adret du col de la Rocheure (2 911 m), entre la pointe de la Sana (3 436 m) à l'ouest et la pointe de Méan Martin (3 330 m) au sud-est, dans le massif de la Vanoise. Le torrent se dirige vers le sud-ouest puis, en passant sous le refuge de la Femma, il descend le vallon de la Rocheure vers l'ouest.
Arrivé à Entre Deux Eaux, la Rocheure conflue à 2 012 mètres d'altitude avec la Leisse qui vient du nord pour former le Doron de Termignon qui s'écoule vers le sud en direction de l'Arc, affluent du Rhône via l'Isère.
Le cours et le bassin versant de la Rocheure sont intégralement situés sur le territoire communal de Val-Cenis et dans le parc national de la Vanoise.

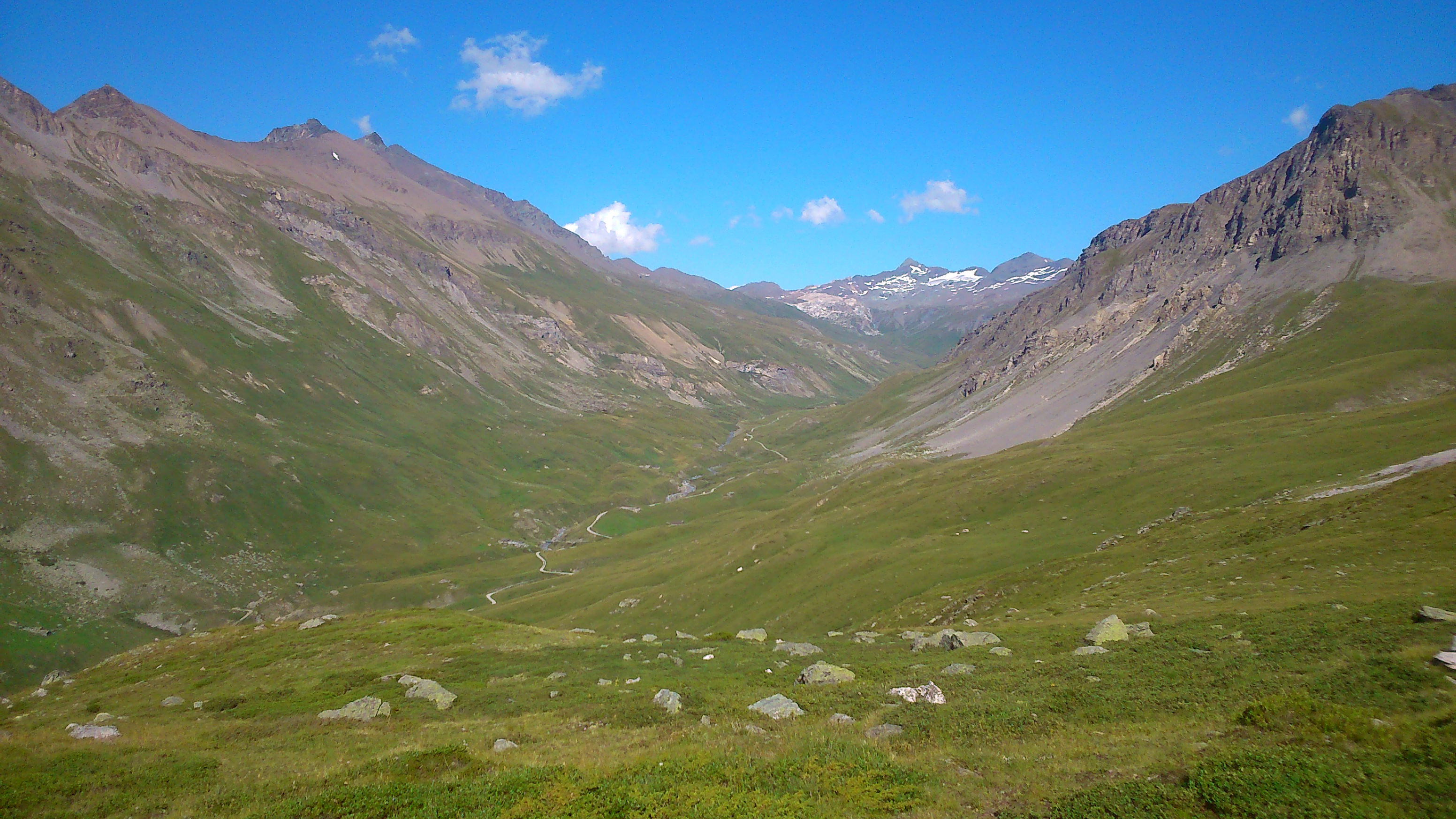
Le vallon de la Rocheure en direction de l'amont vu depuis les environs du refuge du Plan du Lac.

Vue depuis l'ouest de la Rocheure (au milieu) confluant avec la Leisse (à gauche) pour former le Doron de Termignon (à droite).